# Серски революционен окръг
Серският революционен окръг e част от структурата на революционната мрежа на Вътрешната македоно-одринска революционна организация, а впоследствие и на Вътрешната македонска революционна организация. Окръгът включвал Горноджумайски, Мелнишки, Неврокопски, Разложки, Демирхисарски, Серски и Драмски революционен район.
В окръга е активна така наречената Сярска група, създадена от ръководителя на окръга Яне Сандански и неговите сподвижници. Групата е под силно социалистическо влияние на крайно леви членове на БРСДП, които са активни в нея. Поради това идейните възгледи на дейците в Сярско се отличават с ясен анархо-социалистически оттенък и прилагането на революционния терор в по-големи мащаби от обичайните. До смъртта си Сандански бил активен и е ръководил пряко дейността на Серския революционен окръг. Парите на организацията били скрити от Яне Сандански и Тома Радовски в пясъчник над град Мелник. Георги Хазнатарски също е знаел за скритата каса.
В ръководството на Серския революционен окръг влизат Лазар Димитров (председател), Ангел Атанасов (секретар) и членове Христо Вълканов, Стоян Божов и Димитър Гощанов.

## Начало на революционната дейност

### Граници
- Трети Серски революционен окръг
  - Серски район
  - Драмски район
  - Неврокопски район
  - Демирхисарски (Валовищки) район
  - Разложки район
  - Мелнишки район
  - Поройски район

## Кръстовденско въстание

### Подготовка
Според общия план на Христо Матов за предстоящето въстание Трети Серски революционен окръг предава Поройска околия на въстанически окръг „Беласица“, част от Солунски революционен окръг, а Горноджумайски район от Струмишки революционен окръг е разделен и частта между Кресна и Горна Джумая попада в рамките на Серски окръг.
- Четвърти въстанически окръг „Пирин“
  - Серски район
  - Драмски район
  - Неврокопски район
  - Демирхисарски (Валовищки) район
  - Разложки район
  - Мелнишки район
  - Кресненско-Джумайски район

В Серския революционен окръг на 27 септември (14 септември) 1903 г. е обявено така нареченото Кръстовденско въстание. В него освен санданистите участват и върховистки чети. Още на 1 септември 750 четници се събират в местността Гръцка поляна край село Пирин и провеждат съвет на войводите, на който Яне Сандански и Иван Цончев се помиряват. Решено е четите на Петър Дървингов, Дончо Златков и Яне Сандански под водачеството на Йордан Стоянов да действат в Мелнишко, четите на Михаил Чаков и Стоян Мълчанков под водачеството на Димитър Думбалаков да действат в Неврокопско, четите на Христо Танушев, Димитър Зографов, Александър Манов, Владимир Каназирев, Никола Лефтеров, Серафим Парталев, Цветко Бизев, Константин Молеров под водачеството на Анастас Янков да действат в Разложко. Формиран е главен щаб, в който влизат Иван Цончев и Димитър Стефанов като се разполагат в Разложкия регион.

## Години след въстанието
Санданистите издават собствен печатен орган вестник „Революционен лист“ между 1904 и 1906 година. След въстанието групата обвинява ръководителите на ВМОРО за погрома му и впоследствие, след разцеплението на организацията, за кратко се обособява в отделна революционна организация Македоно-одринска революционна организация.
След Първата световна война, Сярската група е сред създателите на Македонска федеративна организация. Организацията в областта е възстановена от Алеко Василев и неговата група.

### Граници
- Серски революционен окръг
  - Сярска околия
  - Демирхисарска околия
  - Драмска околия
  - Кавалска околия